# Vincenzo Ussani
Vincenzo Ussani (Napoli, 27 aprile 1870 – Roma, 1º febbraio 1952) è stato un filologo classico e latinista italiano.

## Biografia
Conseguì la laurea in lettere presso l'Università di Roma il 31 ottobre 1891. Insegnò negli istituti superiori, tra cui il liceo classico Cavour di Torino e il liceo classico statale Amedeo di Savoia di Tivoli, dopodiché ebbe inizio la sua carriera accademica. Professore di letteratura latina nelle università di Messina, Palermo, Padova, Pisa e Roma, collaborò alla compilazione del Dizionario latino dell'Alto Medioevo e alla Biografia internazionale delle scienze storiche.
Fece da relatore al futuro arcivescovo Angelo Ficarra (a Palermo) e al latinista Francesco Arnaldi (a Padova).

## Riconoscimenti
Nel 1910 vinse il Certamen poeticum Hoeufftianum, premio magna laus, con la composizione poetica Ecloga Zanclaea.
Nel 1927, insieme a Concetto Marchesi, fu destinatario del Premio Vallauri per la letteratura latina, conferito dall'Accademia delle Scienze di Torino.
Fu Accademico d'Italia e Accademico dei Lincei dal 1934 al 1946.

## Opere principali
- Il poema di Marco Anneo Lucano
- Sul valore storico
- Le liriche di Orazio
- Storia della letteratura latina dalle origini al 14 d.C..